# チューニングカー

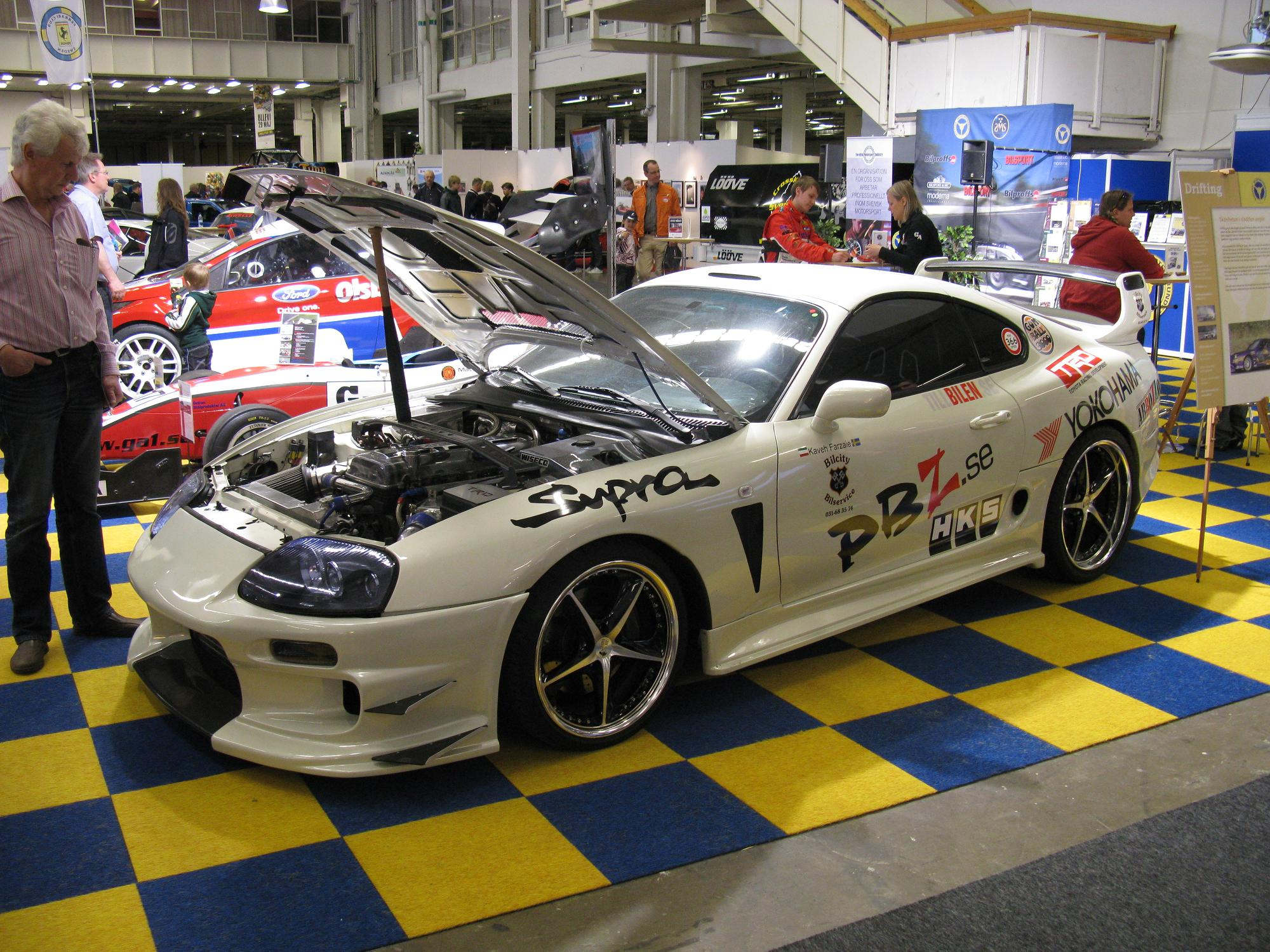
トヨタ・スープラのチューニングカー。

チューニングカー（英: tuning car）またはチューンドカー（英: tuned car）は、改造車の種類のひとつであり、エンジンに手を加えてパワーを上げたり車体を強化したりするなど、市販車に手を加えることで性能の向上が図られた自動車のことを一般的に呼ぶ。

## 概要
市販車に走行性能向上を目的とした改造が施された自動車のことをチューニングカーと呼び、性能向上よりもデザイン面を優先し内外装に手を加えた改造車は「ドレスアップカー」と呼称することが多い。ただし明確な定義は定まっておらず、ドレスアップだけを目的として改造されたものもチューニングカーに含めている文献やウェブサイトも存在する。
どの程度の走行性能の向上を求めるかによって行う改造は様々であり、小規模な改造を一般的に「ライトチューン」、車両の各所に大幅な改造を施したものを「フルチューン」と呼ぶ。改造の内容によっては道路運送車両法や道路交通法違反となり、車検を通すことが出来ない場合もあり、サーキットなどのクローズドコースでの使用に特化した車両も存在する。
自動車のオーナー個人がチューニングを行う場合も多いが、「チューニングショップ」と呼ばれる専門店に依頼することも少なくない。また、チューニングカーを製作する人物は「チューナー」と呼称される。

### 呼称における注意点
英語の「チューニング（tuning）」という言葉は「調律・同調する」という意味であり、「改造」の意味合いは本来全くない。チューニングカーの場合には「現状の自動車に手を加えることで、走行性能を高めることができるように調律する」という意味で"tuning"という言葉が使用されており、広範に「自動車の改造」を指す場合は、"custom"や"modify"が使われる場合が多い。エンジンの改造による出力向上は英語圏では「チューニング」ではなく「スープアップ(souped-up)」と言われる。
類似のホットロッド(Hot rod)という用語は辞書により定義の幅が広く、チューニングカーと同じ意味でもある。ただし、一般的にはアメリカの1930年代の車両をベースにしたものを示す。

## 日本における歴史

### 1960年代-70年代
日本国内におけるチューニングカーの起源は、モータリゼーションが進展し、日本グランプリが行われるなどサーキットでのモータースポーツが一般に知られるようになった1960年代に遡るとされ、市販の国産車をレースで戦うことができるように改造する流れがレースに参加しないカーマニアにも広まったのが始まりとされる。
1970年代になると富士グランチャンピオンレースをはじめとするレースもさらに盛り上がりを見せ、同時に車両の改造の手法もレベルアップしていった。その技術が公道を走行するチューニングカーにも使用されるようになる。当時はターボが普及しておらず、吸気方式はNAがほとんどであったことから、レシプロエンジンでは吸排気系の変更やハイカム導入、圧縮比の向上、ロータリーエンジンではポート形状の変更やアペックスシールの強化といったメカチューンがチューニングの中心となった。一方で排気量を増加させるボアアップやストロークアップは、レース業界で使用されることはあったものの、当時の日本では車検を通すことが困難なため、アメリカなどから雑誌等で伝わる話題として、アンダーグラウンドに知られていた程度であった。また、当時の燃料供給装置はキャブレターであったため、空燃比の効率化を目的としたエアクリーナーの取り外しや、走行時に発生する高圧の走行風を導入するラムエアーなどが模索されていたほか、点火システムの向上も図られ、イグニッションコイルから来た昇圧電流を気筒の本数分ある点火プラグへ機械的に振り分けるディストリビューターを電子化することで点火の確実性をあげ、メンテ周期を伸ばし燃費を向上させるCDI化が多く行われた。CDI化は現代に至るまで旧車のメジャーな改造手法のひとつとなっており、現在も後付けのCDIが販売されている。

### 1980年代
1970年代のチューニングの中心であったメカチューンは、NAエンジン特有のレスポンスの鋭さはあったものの、パワーは「リッターあたり100PS」程度が限界であり、また「馬力を1PS上げるのに1万円」と呼ばれるほどコストがかかるものであった。しかし、1980年代に入るとターボを搭載した自動車が多数発売されるようになり、NAエンジンよりもはるかに容易かつ安価にパワーアップできるため、ターボチューンが個人・ショップ問わず多くのチューナーから人気を集めた。
1983年にはチューニングカーの展示会として「東京エキサイティングカーショー」（現在の東京オートサロン）が始まった。

### 1990年代
1990年前後は空前のバブル景気であり、各自動車メーカーから高性能を謳った車が続々と発表された。1989年以降、メーカーにより280馬力自主規制が敷かれたものの、元々高性能なエンジンの出力を制限した車も多く、そのような車は小規模なチューニングでも大幅な性能向上を果たすことができた。特にR32型からR34型のスカイラインGT-Rと、A80型のスープラは、チューニングの中でも最高速を競うステージにおいて人気を集めた。
1995年、日米包括経済協議の枠組みにおいて、日本国内における重要保安部品の削減や構造等変更検査の規制緩和を実施することでアメリカと合意する。これによって、ショックアブソーバーやスプリングの交換や、エアロパーツなどの取り付けによる車両寸法の変化などが「軽微な変更」とされ、構造変更などの手続きが不要となった。これにより多くのチューニングカーが構造変更を行わなくても合法的に公道を走行可能になり、AZ-1をベースにRE雨宮がポルシェ・962Cのトランスミッションやサスペンションを移植し、独自のボディに換装したRE雨宮 GReddy VIなどの原型をほとんど留めないような改造であっても車検を取得することが可能になった。
また、それまでチューニングショップ・チューニングパーツメーカー中心だった東京オートサロンにも大手自動車メーカーが出展するようになり、日産がR33型・R34型のスカイラインGT-Rをオートサロン内で発表するなどの動きも見られた。

### 2000年代
1999年、自動車騒音規制の平成10・11年騒音規制（近接排気騒音）が施行されたことで、排気音量の上限が引き下げられた。これにより、チューニングにおいて古くからポピュラーであるマフラー交換に一定の制限がかかることとなった。一方で、チューニングパーツメーカーやチューニングショップもそれに対応し、排気抵抗の低下や音質向上を果たしながらも騒音規制・保安基準に適合した車検対応のマフラーや、TPOに合わせて排気音量を変化させる可変バルブ、排気抵抗を下げつつも浄化能力は純正同等で車検対応のメタル触媒などが販売されるようになった。
また、チューニング技術や使用するパーツの進化により、チューニングショップが製作したフルチューンマシンの中には、SUPER GTのGT300クラスの車をしのぐ速さを手に入れる車も現れるようになった。2007年には標準状態で最高出力480PS（のちの改良で570PSまでパワーアップ）を誇るR35型日産・GT-Rが発表され、トップシークレットやパワーハウス・アミューズのチューニングカーは最高速度370km/h以上を叩き出した。

### 2010年代-
比較的コンパクトなFR車のトヨタ・86・スバル・BRZが2012年に発売されるとチューニング市場が活況を呈し、2021年の2代目86発表時には、一般発売前にもかかわらずトムス・サード・HKSなどの人気チューニングパーツメーカーがデモカーを製作し富士スピードウェイでのイベントで展示するなど、かつてのような過激さは薄まりつつも、チューニングの文化自体は現在も盛んである。
近年はメーカー直系のチューニングブランド（「ワークスチューニング」の項も参照）が活気づいており、特にトヨタ直系のGRからは、同社の市販車をベースに走行性能を高めたコンプリートカーが、コンパクトカーからミニバン、SUVに至るまでリリースされている。

## 欧米における歴史
ジョーダン・クラークによれば、イギリスなどで行われている車高を極端に下げる「スラムド」や極端なネガティブキャンバーを4輪に施す「スタンス」などの源流は日本にあるとされている。
アメリカでは日本車のチューニングカー・シーンを自国流に解釈したカーアクション映画『ワイルド・スピード』シリーズの影響が大きいといわれている。

## 改造内容
チューニングカーに施す改造は、チューニングの方向性や走行する場所・コース（公道の走行を前提とするか、クローズドコース専用とするかなど）に応じて非常に多岐にわたる。本項では、代表的なものを列挙する。

### エンジン
エアインテーク・エアクリーナー・エキゾーストマニホールド・マフラー、触媒装置などの吸排気系の部品を効率の良いものに交換することが多い。また、過給機装着車ではそれらに加えて過給機やインタークーラーを交換したり、過給圧を上げるブーストアップを行うこともある。過給機は比較的簡単に純正のターボチャージャーと交換できるポン付けタービンから、1000PS以上を発揮することもできる大型のターボチャージャーまで様々なものが存在する。
また、ECUの制御を変更してエンジン本来の性能を引き出すチューニングもポピュラーとなっている。
カムシャフトを交換したり、ポート加工を行ったり、圧縮比を上げたり、ボアアップやストロークアップなどによって排気量を増加させたりといったように、エンジン本体に手を加えることもある。
エンジンをより高性能なものに載せ替えるエンジンスワップが行われることもある。直線コースを走行し、停止状態でのスタートからゴールまでのタイムを競うドラッグレースでは、軽量コンパクトなボディに不釣り合いなほどの高出力エンジンを搭載するケース（AE85に、900PSを発揮する2JZ-GTEエンジンを換装する）もある。また、D1グランプリやフォーミュラ・ドリフトなどのトップクラスのドリフト大会では、シルビアや180SXなどに2JZ-GTEなどの高出力エンジンを換装することがポピュラーである。

### 足回り
サスペンション（ショックアブソーバーやスプリング）、及び付属するスタビライザーなどの交換がポピュラーである。車高調整式のサスペンションであれば、運転者の好みや走行する場所に合わせて車高をセッティングすることが可能である。また、大半の車高調整式サスペンションにはショックアブソーバーの減衰力を調整できる機能も備わっている。減衰力やスプリングのバネレートは純正状態と比較して高くされることが多い。
ブレーキパッドやブレーキローターをより制動力の高いものに交換することも多い。
タイヤは、グリップ力の高いもの（Sタイヤなど）がしばしば選ばれる。ただし、ドリフトに使用する車両（ドリ車）では、車両を意図的に滑らせる必要があるため、後輪にはグリップ力の低いものを装着することもある。タイヤに組み合わせるホイールは、アルミニウムやマグネシウム製の軽量なものを使用し、軽量化やハンドリング性能の向上を狙う。

### 駆動系
ディファレンシャルギアを、駆動輪のうち左右どちらかが空転しているような状況でも左右両輪に駆動力を均等に伝えることのできるリミテッド・スリップ・デフ（LSD）に交換することが多い。
トランスミッション本体に手を加えることもある。それぞれのギアのギア比が近いクロスレシオトランスミッションに換装する、あるいはギアのみを交換してギア比を近づけることで加速性能を向上させたり、ノンシンクロトランスミッションを導入して素早いシフトチェンジを行えるようにしたりする。
クラッチを動力伝達性能や耐久性の高い強化品に交換したり、フライホイールを軽量化してエンジンのレスポンスを向上させることもある。

### ボディ・内外装
ボディ剛性の向上を目指したチューニングがしばしばなされる。ストラットタワーバーなどがポピュラーであるが、スポット溶接の箇所を増やしたり、ロールケージを車内に張り巡らせることもある。ロールケージは剛性強化だけでなく、事故の際の安全性の向上にもつながる。
部品の交換・取り外しによる軽量化もしばしば行われる。ボンネットやフェンダーをFRP、ウエットカーボン、ドライカーボンなどの繊維強化プラスチック製としたり、内装パネルを取り外したりすることが多い。徹底的な軽量化のために、運転席以外のシートやエアコン、エアバッグ、オーディオユニット、パワーステアリングなどの装備を取り外したり、窓をアクリルなど軽量な素材に交換したりすることもある。
内装では、座席をホールド性の高いバケットシートに交換したり、操作性向上のためにステアリングを交換したりすることが多い。
外装では、エアロパーツを取り付けて空力性能の向上を目指すことが多い。サーキットなどクローズドコースを主眼に置いた車両では、大型のウイングやスポイラー、カナード、ディフューザーなどによって、車体を地面に押し付けるダウンフォースを増加させてコーナリング性能を向上させている。

### デチューン
レース用のエンジンの寿命を長くする、扱いやすい出力特性にする、騒音を抑える、排ガスなどの各種規制への対応、低コスト化などのための手段として性能を低下させることを「デチューン」(de-tune)と呼ぶ。著名な例では初代（PGC10型・KPGC10型）及び2代目（KPGC110型）スカイラインGT-RのS20型エンジンがある。

### 違法改造の問題
チューニングによって、車両が道路交通法の規定や道路運送車両法の保安基準に適合しなくなる場合があり、その状態で公道を走行するといわゆる違法改造車や不正改造車となる。チューニングによる違法改造の例としては、以下のようなものが挙げられる。
- 規制値をオーバーする音量のマフラー
- 触媒ストレート
- ブローバイガスの大気開放
- 最低地上高（地面と車体の底部の垂直距離）が9cm未満
- ホイールのフェンダーからのはみ出し、及びタイヤの1cm以上のはみ出し
- 車検証に記載されたものと異なる型式のエンジンを換装したまま、構造変更検査を受けずに走行する
- ロールケージに乗員保護用のパッドを装着していない

## ワークスチューニング
モータースポーツの世界においては、自動車メーカー直系チームのことを「ワークス・チーム」と呼び、そこから転じて、チューニングカーの世界においても、自動車メーカーのモータースポーツ部門やメーカー直系、あるいは関係の深いチューニングメーカーのことを「ワークス」と呼ぶ。そして、ワークスによるチューニングを「ワークスチューニング」「ワークスチューン」と呼ぶ。
日本国内では、GRやTRD（トヨタ自動車）・ニスモ（日産自動車）・無限（本田技研工業）・マツダスピード（マツダ）・STI（SUBARU）・ラリーアート（三菱自動車工業）・D-SPORT（ダイハツ工業）・スズキスポーツ（スズキ）が、日本国外ではアバルト（フィアット）、BMW Mやアルピナ（BMW）・メルセデスAMG（メルセデス・ベンツ）などが有名である。これ以外にもトヨタとつながりがあるモデリスタ・トムス、日産とつながりのあるオーテックジャパン、ホンダとつながりのあるモデューロなど、主にドレスアップを担当しているメーカー直系のチューニングメーカーも存在する。また、ポルシェが販売する自動車のチューニングを手掛けるRUFオートモービルは、ポルシェの車両をベースにしつつも独自性の強い車両製造を行うことから自動車メーカーのひとつとして認められており、ドイツ自動車工業会（Verband der Automobilindustrie）に所属している。
ワークスチューニングの特徴としては、ほぼすべてのパーツがディーラー販売され、新車と同等の保証を盛り込み、車検対応となっていることである。またワークスチューニングが行われた新車や、状態のよい中古車がコンプリートカー（後述）としてディーラーで販売されることもある。

## コンプリートカー
市販車をベースに自動車メーカーやチューニングショップがさまざまなパーツを装着し、車1台の形として販売するもの。自動車メーカーが製作したコンプリートカーはディーラーで「特別仕様車」として販売されることもある。

## 主なチューニングショップ・チューニングメーカー

### 日本国内

#### ワークス
- GR - トヨタ自動車
- TRD - トヨタ自動車
- モデリスタ - トヨタ自動車
- トムス - トヨタ自動車
- ニスモ - 日産自動車
- オーテックジャパン - 日産自動車
- 無限 - 本田技研工業
- モデューロ - 本田技研工業
- STI - SUBARU
- D-SPORT - ダイハツ工業

#### サードパーティー
- Apex
- RE雨宮
- ヴェイルサイド
- ARTA
- エッチ・ケー・エス
- キャロッセ
- スプーン
- 東名パワード
- トップシークレット
- トラスト
- BLITZ
- MINE's
- R.S.E. リアルスピードエンジニアリング

など

### 日本国外
- アバルト
- アルピナ
- 9ff
- BMW M
- ブラバス
- マンソリー
- メルセデスAMG
- RUFオートモービル
- ロリンザー

など